# Ліна Інверс
Ліна Інверс (яп. リナ・インバース, Rina Inbāsu) — вигаданий персонаж й головна героїня комедійних фентезі книг, манги та аніме «Slayers». Молода, але дуже могутня чарівниця, яка мандрує світом у пошуках пригод і скарбів. Постійною японською акторую озвучання Ліни є Хаяшібара Меґумі. 
Ліна була одним із найпопулярніших аніме-персонажів кінця 1990-х і з тих пір зберегла значну кількість прихильників. У інших роботах досі з'являються персонажі, засновані або натхненні нею.
У Ліни декілька прізвиськ і імен, при чому деякі з них вона придумала собі сама, а іншими нарекли її люди. Можна виділити чотири найвідоміших: «Бандитовбивця», «Плоскогрудий жах», «Ворог всього живого», і «Надра» (Навіть Дракон переступить через неї з огидою). 

## Створення
Персонажа Кандзака Хадзіме, автор «Slayers», вигадав ще у середній школі, коли намагався писати науково-фантастичного оповідання. Проте Ліна там виступала як її клон та супутниця другої головної героїні – дівчини на ім'я Луна. Багато років потому, коли Канзака почав писати «Рубак» як фентезійні романи, він зробив Ліну головою героїнею, а Луною назвав її рідну сестру.
Основні зовнішні характеристики були описані Канзакою у творі, але візуальний дизайн персонажа створив головний ілюстратор друг автора, Араїдзумі Руї. Художник розповів, що на створення вирішального образу Ліни його надихнула акторка Одрі Хепберн, коли він випадково натрапив на фільм з нею по телевізору. Від себе Араїдзумі також добавив дві цяточки на лоб Лині, які закриває бандана.

## Характер
Ліною рухають дві сили. Це Влада і Гроші. Її вчинки не завжди доброчесні і рідко вписуються в рамки закону. Хоч Ліна і стверджує, що діє в ім'я Добра та Справедливості, це не заважає їй брати величезні гонорари за свої послуги. Дуже складно визначити характер Ліни, вона готова ризикувати життям заради своїх друзів, але ніколи не зробить що-небудь собі на шкоду.
Своє життя, Ліна проводить в дорозі. Іноді вона виконує доручення і завдання (добре оплачувані), але за них Ліні зазвичай не платять, тому що вона не дуже добре (знищені села, зруйновані міста) виконує свою місію, хоча кінцевої мети все ж таки досягає. Основна і улюблена розвага Ліни (після порятунку світу звісно) це грабіж і "Боротьба з тиранією розбійницьких зграй". Після таких набігів - розбійники залишаються без грошей (ті, кому не пощастить, залишаються лежати на землі засмаженими трупами). А Ліна "законно" отримує здоровенні мішки, набиті коштовностями та артефактами.
Іноді її вчинки позбавлені логіки і здорового глузду, а її вогненний і вибухонебезпечний темперамент не обіцяє нічого хорошого, як її суперникам, так і друзям, що випадково підвернулися під "гарячу руку". Хоча насправді – Ліна не така вже й погана, в глибині душі вона так і залишилася сором'язливою дитиною, але признатися в цьому вона не зможе навіть самій собі.

## Біографія

### Початок
Ліна народилася у великому місті Зефір, столиці королівства Зефірія, в родині багатого крамаря. Її батьки колись були шукачами пригод, батько – воїном-мечником, мати – чарівницею, вони познайомилися на полі бою. Великих подвигів вони не здійснювали, і особливої слави не зажили. Покохавши один одного, вони вирішили одружитися, покинути мандрівне життя, і створити затишну домівку для своєї родини. Вони оселилися у місті Зефір – найбезпечнішому місці Катаартського півострова (як відомо, королева Зефірії благословенна духом бога-дракона Цефеіда, і зло не наважується потикатися до цієї країни). До речі, саме з Зефірії родом чимало славетних героїв. Та як вже сказано, батьки Ліни відмовилися від пригод, і відкрили власну бакалійну крамницю, яка швидко стала однією з найбільших та найбагатших у місті. Можливо, саме від цього у Ліни непереборна тяга до грошей, і ще до їжі.
Ліна друга дитина своїх батьків, у неї є ще старша сестра, Луна Інверс. Луна від народження була незвичайною дівчинкою – в ній оселилася частина бога-дракона, яка відроджується в людях від часів великої битви Цефеіда з Шабраніґдо близько 5000 років тому. Відтак Луна з дитинства була приречена стати Лицарем Цефеіда, найсильнішою людиною у світі. Коли дівчатка були ще малими, батьки взяли їх з собою на ярмарок до міста Гайрія, що в королівстві Ділс. На ярмарку Луну помітив старий мудрець, який розпізнав в ній Паладина Цефеіда, і розповів дівчинці про її особливу силу. Та Луна не захотіла йти стежкою героя, коли вона виросла, не стала здійснювати подвиги, а працює простою офіціанткою у звичайнісінькому шинку.
Можливо, на Ліну чекала б така сама доля, тим більш у неї не було ніякої особливої сили. Та Ліну згубила заздрість і жага слави та грошей. Тоді, на ярмарку в Гайрії, Ліна підслухала розмову мудреця з сестрою. Відтоді вона почала самостійно вивчати магію, сподіваючись колись стати такою ж сильною, як сестра. Коли Ліні ще не виповнилося і тринадцяти років, вона змайструвала пристрій для магічної передачі зображення, і за гроші демонструвала всім на ярмарку, як її сестра приймає ванну. Коли Луна дізналася про це, то страшенно розгнівалася. Ліні довелося кинути рідну домівку та негайно тікати з міста світ за очі, і надалі вона боялася навіть згадки про старшу сестру (в «Slayers Try» вона будує величезну піраміду і ховається усередині саркофага, лише взявши до рук листа від Луни).
Щоб якось боронитися від сестри, Ліна ще завзятіше продовжила штудіювати магію. Вона проходить курс навчання в Гільдії Чарівників. Маючи достатьньо грошей щоб оплатити навчання, будь-хто може прослухати такі курси, та мало хто витримує іспит, що покликаний виявити справжніх магів. Ліна Інверс успішно проходить цей іспит, показавши неабияки здібності, і стає повноправним членом Гільдії; пізніше їй самій доводилося читати лекції курсантам у відділеннях Гільдії різних міст. У цьому світі статус чародія і його силу визначає наявність мантії мага певного кольору, який згадується у його титулі (як типовий приклад можна пригадати Хальциформа Білого, Даймію Синього, Таріма Фіолетового та інших). Ліна тримає свій титул в секреті і приховує, що в Гільдії її нарекли Ліною Рожевою Чарівницею, бо вона ненавидить цей колір.
Щоб протистояти сестрі, яка володіє силою бога Цефеіда, Ліна стала адептом чорної магії, яка бере свою силу від лорда-демона Шабраніґдо, і досягла у ній неабияких успіхів. Та цього здалося Ліні не досить, адже колись Цефеід переміг Шабраніґдо, тож Ліна вирішила отримати ще більшу силу. Використавши підслухані колись з розмови сестри з мудрецем таємні відомості про світобудову, Ліна взялася до справи. Вона використала за основу відоме заклинання "Драгу Слейв", що прикликає силу Шабраніґдо (це заклинання розробив колись великий чарівник Рей Маґнус). Ліна Інверс переробила текст заклинання, так щоб воно зверталося до сили Володаря Жахіть, джерела всього сущого. Винайдене нею нове заклинання "Гіга Слейв" - найстрашніше у світі, і лише одна Ліна Інверс може його використати.

### Життя до подій «Slayers»
Життя Ліни після закінчення Академії і до основних подій в аніме Slayers, де вона вперше зустрічає Гаурі Габрієва, розкривається в повнометражних стрічках «Slayers The Motion Picture», «Slayers Return», «Slayers Great» та «Slayers Gorgeous».
За якийсь час після того, як вона закінчує Академію і відправляється мандрувати світом, Ліна знайомитися з Наґою Серпент, ексцентричною чарівницею з неймовірно великими грудьми. Ця персона не менш зарозуміла як Ліна, якщо не більш. Насправді Наґа була принцесою Сейруна, одна з двох дочок принца Філліонела. Врешті-решт Наґа просто вбила собі в голову, що вона «Велика суперниця Ліни Інверс» і скрізь її переслідувала.
Не зважаючи на те, що вони цілковиті протилежності, ці двоє чудово працювали в команді, коли, звичайно, не намагались убити одна одну. Ліна ставиться до Наґи приблизно так само як до Гаурі – як до надокучливої мухи, але часто дуже корисної. За весь час спільної подорожі вони кілька разів врятували світ, увічнили пам'ять про себе в багатьох селах, а Ліна отримала прізвисько «Бандитовбивця». Однак, не зважаючи на те, що Наґа була забезпеченою дівчиною з яскравою зовнішністю і характером, люди все більше симпатизували Ліні – ніхто ніколи не цікавився, куди ж все-таки потім пропала старша принцеса Сейруна.

## Культурний вплив
Незмінна популярність персонажа призвела до кількох епізодичних появ у різних творах. Наприклад, зображення Лини можна знайти на плакаті у відеогрі Shadow Warrior, на обкладинці журналу Dragon в першому епізоді аніме-серіалу Full Metal Panic!, головні героїні аніме-міні-серіалу Cosplay Complex 2002 року одягаються як Нага та Ліна в третьому епізоді, а самі Ліна та Нага знялися в епізодичній ролі у французькій серії коміксів Les Légendaires Origines у 2014 році. Ліна та її «Dragon Slave» також пародіюються в аніме-серіалі 2012 року «Дивацтво любові не перешкода!» та в американському мультсеріалі 2015 року «Star vs. the Forces of Evil» (в епізоді «Битва за Мевні»). Інші камео персонажа з`являються у 12 епізоді Lost Universe (ще одна робота Хадзіме Канзаки, автора Slayers ), де є пляшка із зображенням Ліни та у 2 епізоді Okaa-san Online, де вона з'являється як образ у голові головного героя Масато перед залученням Вайза до своєї групи.
Ліна стала прототипом для однойменної героїні в серії відеоігор Dota: у Warcraft III Defense of the Ancients її звуть «Ліна Інверс», тоді як у Dota 2 її називають просто «Ліна»: вона рудоволоса, користується вогняною магією, а назви її заклинань такі самі, як у Slayers: «Dragon Slave» та «Laguna Blade».

## Деякі факти
- З якихось нез'ясовних причин Ліна панічно боїться слимаків.